# ジョバ・チェンバレン
- ジャバ・チェインバーレイン
- ジャバ・チャンバーレイン

ジョバ・チェンバレン（Justin Louis "Joba" Chamberlain, 1985年9月23日 - ）は、アメリカ合衆国ネブラスカ州ランカスター郡リンカーン出身の元プロ野球選手（投手）。右投右打。
登録名のJobaは、ジョバではなくジャバ（JA-ba）と読むのが正しい。

## 経歴

### プロ入り前
父親はアメリカ合衆国先住民のウィンネバーゴ族インディアン。1歳の時に両親が離婚し、姉と共に父に引き取られた。生活が苦しかったため高校時代は市役所で肉体労働などのアルバイトでスポーツをやる費用や大学進学費用を稼ぎ、ネブラスカ大学カーニー校へ進学。その後ネブラスカ大学リンカーン校へ転校し、2005年のメンズ・カレッジ・ワールドシリーズ出場へ導いた。

### プロ入りとヤンキース時代
2006年のMLBドラフト全体41位（トム・ゴードンのFA補償で得た1巡目指名権）でニューヨーク・ヤンキースから指名され、契約。この年はハワイ・ウィンターリーグに参加し、防御率2.63の成績を残した。 
2007年はA+級タンパ・ヤンキース(フロリダ・ステートリーグ)で開幕を迎え、7試合で4勝0敗・防御率2.03の成績を挙げてAA級トレントン・サンダー(イースタンリーグ)に昇格。ここでは7試合で4勝2敗・防御率3.43の成績を残した。7月8日にはフューチャーズゲームに出場した。7月24日にAAA級スクラントン・ウィルクスバリ・ヤンキース(インターナショナルリーグ)に昇格。翌日に先発して5回10奪三振でAAA級での初勝利を挙げた。8月7日にメジャー初昇格。同日のトロント・ブルージェイズ戦の8回に3番手として初登板し2回を無失点に抑えた。9月5日に初勝利、9月23日0に初セーブを挙げ、自責点は9月16日に1点ついたのみでレギュラーシーズンを終え、チェンバレンはポストシーズンを勝ち抜く上での牽引車になることが期待された。
クリーブランド・インディアンスとのディビジョンシリーズ第2戦、7回途中1対0でヤンキースがリードした場面で登板。7回は無失点に抑えたが、8回ころから球場に羽ありが大量発生し、チェンバレンにも襲いかかり集中力が途切れ2度の暴投で同点となり、延長11回にヤンキースはサヨナラ負けを喫した。ポストシーズン2回の登板となった第3戦では2回を投げ自責点1を記録し、チームは1勝3敗で敗れた。
シーズン終了後にヨハン・サンタナ(ツインズ)獲得の交換要員にすることを拒んだ。

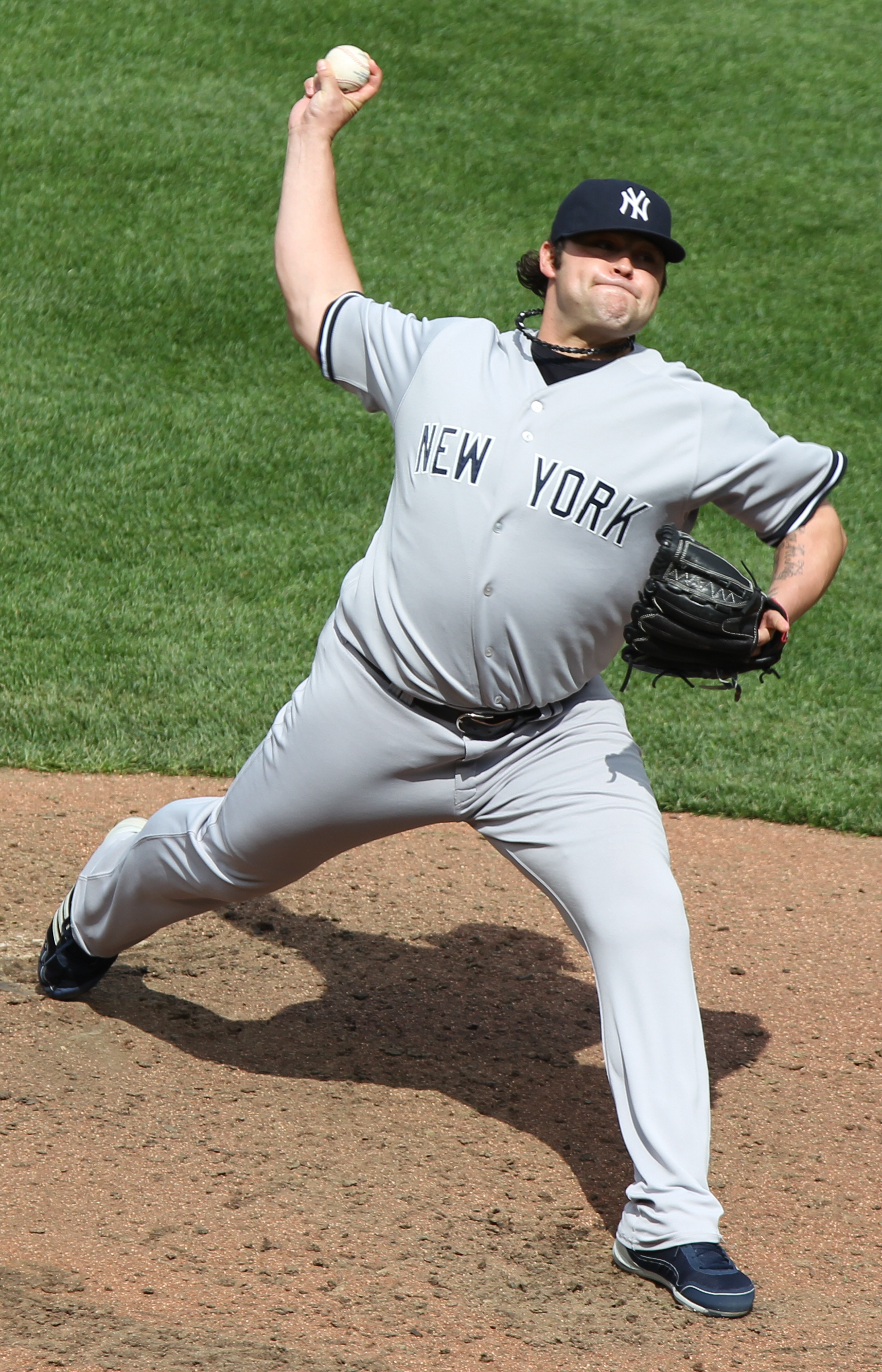
ニューヨーク・ヤンキース時代
(2011年4月24日)

2008年は、150イニングと言われる投球制限を設け、前半をセットアッパー、後半は先発ローテーションに入れるという構想でシーズンを迎えた。ローテションの一角として期待されたフィル・ヒューズは4月30日に故障者リスト入り、イアン・ケネディは5月4日にマイナー降格に対しチェンバレンは順調な投球と続け、先発待望論が噴出するようになった。6月3日、初めて先発として登板し、その後も先発として登板していたが、8月4日のテキサス・レンジャーズ戦で右肩を故障し、戦線離脱。9月2日に復帰以降はリリーフとして登板。
2009年はメンタル面が問題視され、ポストシーズンのロースターから外れる予定だったが、フィラデルフィア・フィリーズとのワールドシリーズに出場し、第3戦の7回から登板し三者凡退に抑えた。第4戦では8回から中継ぎとして登板。ペドロ・フェリスに本塁打を打たれ同点に追いつかれたが、直後の9回にヤンキースが3点を追加し勝ち越したため、チェンバレンが勝利投手となった。第6戦では6回2死から登板し、1回を無失点に抑えワールドシリーズ優勝に貢献した。
2010年は先発ローテーションの5番手の座をフィル・ヒューズに奪われ、リリーフに専念。自己最多の73試合に登板し、3セーブを挙げた。
2011年は、6月8日に右肘を故障したため故障者リスト入りし、6月16日にトミー・ジョン手術を行った。
2012年5月22日、タンパ・ジャンプセンターのトランポリンではねていた際、右足関節開放性脱臼骨折したため、60日間の故障者リスト入りした。足首とトミー・ジョン手術を行った右肘が完治したため、8月1日のボルチモア・オリオールズ戦で復帰。7回から1.2回を投げたが、J.J.ハーディから本塁打を打たれるなどして2失点を献上した。アメリカンリーグディビジョンシリーズの第4戦では延長12回から登板したが、マット・ウィータースの折れたバットが肘に直撃し負傷し降板した。
2013年5月2日、右内腹斜筋の張りで15日間の故障者リスト入りした。5月30日に復帰。オフの10月31日にFAとなった。

### タイガース時代
2013年12月12日、デトロイト・タイガースと1年250万ドルの契約に合意したことを報道され、12月13日に球団が正式発表した。
2014年は、タイガースのリリーフ陣の一角として自己2位となる69試合にリリーフ登板。2011年以来となる防御率4.00未満及びWHIP1.50未満の成績を残し、チームのプレーオフ進出に一定の貢献をした。オフにFAとなるも、2015年2月24日にインセンティブ付きの1年100万ドルで再契約が発表された。

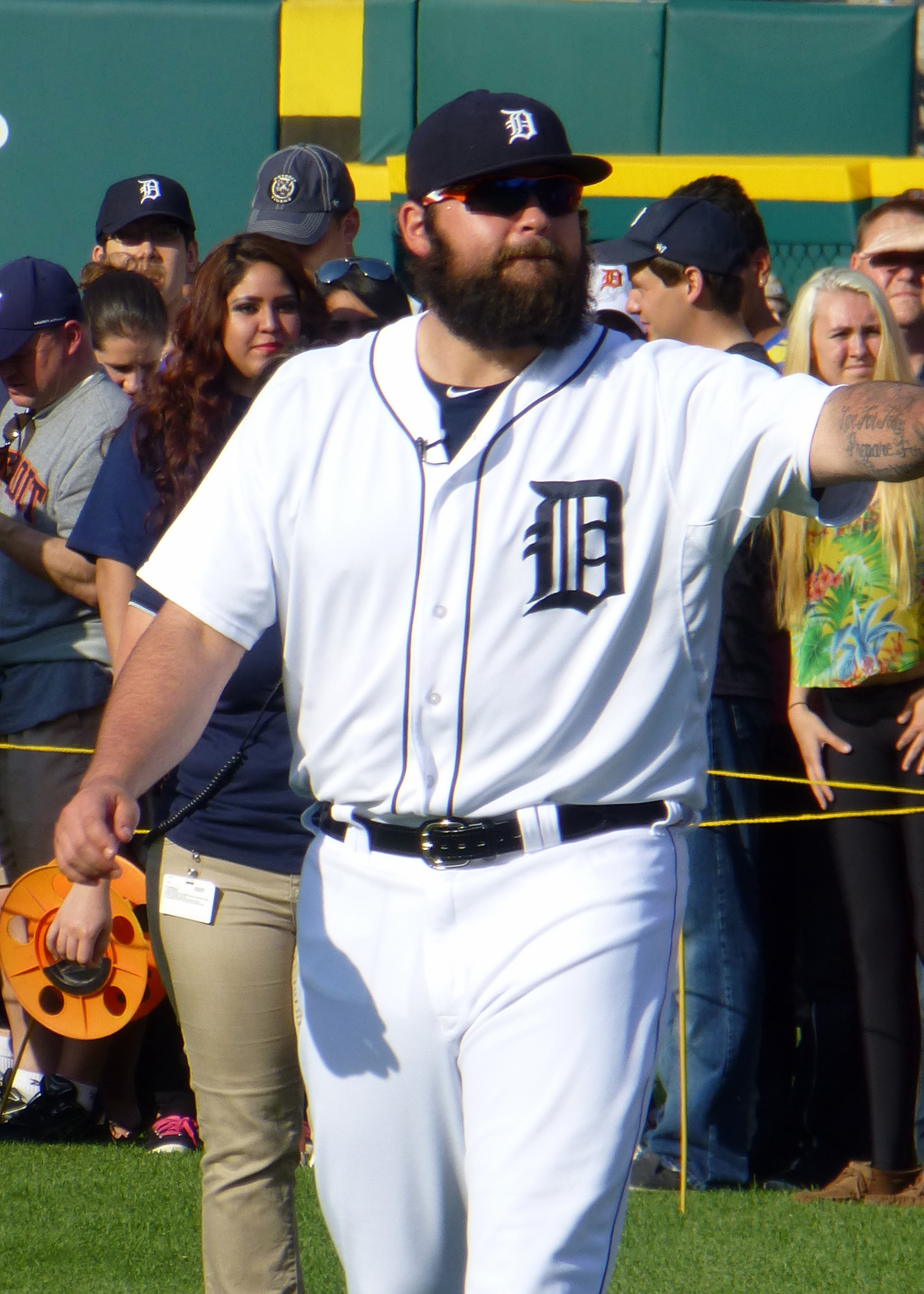
デトロイト・タイガース時代
(2014年6月8日)

2015年開幕後は30試合に登板していたが、7月3日にDFAとなり、10日に自由契約となる。

### ブルージェイズ傘下時代
2015年7月21日にブルージェイズとマイナー契約を結んだ。移籍後は、傘下のAAA級バッファロー・バイソンズで7試合に登板し、10失点を記録した。8月14日に自由契約となった。

### ロイヤルズ時代
2015年8月16日にカンザスシティ・ロイヤルズとマイナー契約を結んだ。9月7日にメジャー契約となり40人枠入りした。ロイヤルズ加入後は6試合に投げたが、防御率7.94と炎上した。シーズン通算成績は、36試合に登板して0勝2敗・防御率4.88・WHIP1.70という内容だった。ワールドシリーズ第1戦当日の10月27日にDFAとなった。

### インディアンス時代
2015年12月1日にインディアンスとマイナー契約を結び、2016年のスプリングトレーニングに招待選手として参加することになった。
2016年4月4日にトミー・ハンターの15日間の故障者リスト入りに伴い、メジャー契約を結んで昇格した。7月4日にDFAとなった。

### インディアンス退団後
2017年1月20日にミルウォーキー・ブルワーズとマイナー契約で合意したが、スプリングトレーニング中の3月22日に自由契約となった。10月4日、現役引退を表明した。

## 詳細情報

### 年度別投手成績
| 年 度     | 球 団     | 登 板 | 先 発 | 完 投 | 完 封 | 無 四 球 | 勝 利 | 敗 戦 | セ 丨 ブ | ホ 丨 ル ド | 勝 率 | 打 者 | 投 球 回 | 被 安 打 | 被 本 塁 打 | 与 四 球 | 敬 遠 | 与 死 球 | 奪 三 振 | 暴 投 | ボ 丨 ク | 失 点 | 自 責 点 | 防 御 率 | W H I P |
| --------- | --------- | ----- | ----- | ----- | ----- | -------- | ----- | ----- | -------- | ----------- | ----- | ----- | -------- | -------- | ----------- | -------- | ----- | -------- | -------- | ----- | -------- | ----- | -------- | -------- | ------- |
| 2007      | NYY       | 19    | 0     | 0     | 0     | 0        | 2     | 0     | 1        | 8           | 1.000 | 91    | 24.0     | 12       | 1           | 6        | 0     | 1        | 34       | 1     | 0        | 2     | 1        | 0.38     | 0.75    |
| 2008      | NYY       | 42    | 12    | 0     | 0     | 0        | 4     | 3     | 0        | 19          | .571  | 417   | 100.1    | 87       | 5           | 39       | 3     | 2        | 118      | 4     | 2        | 32    | 29       | 2.60     | 1.26    |
| 2009      | NYY       | 32    | 31    | 0     | 0     | 0        | 9     | 6     | 0        | 0           | .600  | 709   | 157.1    | 167      | 21          | 76       | 2     | 12       | 133      | 5     | 2        | 94    | 83       | 4.75     | 1.54    |
| 2010      | NYY       | 73    | 0     | 0     | 0     | 0        | 3     | 4     | 3        | 25          | .429  | 305   | 71.2     | 71       | 6           | 22       | 2     | 1        | 77       | 5     | 1        | 37    | 35       | 4.40     | 1.30    |
| 2011      | NYY       | 27    | 0     | 0     | 0     | 0        | 2     | 0     | 0        | 12          | 1.000 | 110   | 28.2     | 23       | 3           | 7        | 0     | 1        | 24       | 1     | 0        | 10    | 9        | 2.83     | 1.05    |
| 2012      | NYY       | 22    | 0     | 0     | 0     | 0        | 1     | 0     | 0        | 4           | 1.000 | 95    | 20.2     | 26       | 3           | 6        | 2     | 2        | 22       | 0     | 0        | 11    | 10       | 4.35     | 1.55    |
| 2013      | NYY       | 45    | 0     | 0     | 0     | 0        | 2     | 1     | 1        | 5           | .667  | 198   | 42.0     | 47       | 8           | 26       | 1     | 1        | 38       | 3     | 0        | 23    | 23       | 4.93     | 1.74    |
| 2014      | DET       | 69    | 0     | 0     | 0     | 0        | 2     | 5     | 2        | 29          | .286  | 263   | 63.0     | 57       | 3           | 24       | 3     | 3        | 59       | 3     | 0        | 26    | 25       | 3.57     | 1.29    |
| 2015      | DET       | 30    | 0     | 0     | 0     | 0        | 0     | 2     | 0        | 8           | .000  | 101   | 22.0     | 32       | 5           | 5        | 0     | 1        | 15       | 1     | 0        | 15    | 10       | 4.09     | 1.68    |
| 2015      | KC        | 6     | 0     | 0     | 0     | 0        | 0     | 0     | 0        | 0           | ----  | 27    | 5.2      | 6        | 1           | 4        | 0     | 0        | 8        | 1     | 0        | 5     | 5        | 7.94     | 1.77    |
| '15計     | KC        | 36    | 0     | 0     | 0     | 0        | 0     | 2     | 0        | 8           | .000  | 128   | 27.2     | 38       | 6           | 9        | 0     | 1        | 23       | 2     | 0        | 20    | 15       | 4.88     | 1.70    |
| 2016      | CLE       | 20    | 0     | 0     | 0     | 0        | 0     | 0     | 0        | 0           | ----  | 82    | 20.0     | 12       | 1           | 11       | 3     | 1        | 18       | 1     | 0        | 6     | 5        | 2.25     | 1.15    |
| MLB：10年 | MLB：10年 | 385   | 43    | 0     | 0     | 0        | 25    | 21    | 7        | 110         | .543  | 2398  | 555.1    | 540      | 57          | 226      | 16    | 25       | 546      | 25    | 5        | 261   | 235      | 3.81     | 1.38    |

- 各年度の太字はリーグ最高

### 年度別守備成績
| 年 度 | 球 団 | 投手（P） | 投手（P） | 投手（P） | 投手（P） | 投手（P） | 投手（P） |
| 年 度 | 球 団 | 試 合     | 刺 殺     | 補 殺     | 失 策     | 併 殺     | 守 備 率  |
| ----- | ----- | --------- | --------- | --------- | --------- | --------- | --------- |
| 2007  | NYY   | 19        | 0         | 1         | 0         | 0         | 1.000     |
| 2008  | NYY   | 42        | 3         | 13        | 0         | 1         | 1.000     |
| 2009  | NYY   | 32        | 8         | 28        | 2         | 4         | .947      |
| 2010  | NYY   | 73        | 2         | 6         | 0         | 1         | 1.000     |
| 2011  | NYY   | 27        | 4         | 3         | 0         | 1         | 1.000     |
| 2012  | NYY   | 22        | 0         | 2         | 0         | 0         | 1.000     |
| 2013  | NYY   | 45        | 3         | 4         | 0         | 0         | 1.000     |
| 2014  | DET   | 69        | 8         | 3         | 0         | 0         | 1.000     |
| 2015  | DET   | 30        | 2         | 2         | 0         | 0         | 1.000     |
| 2015  | KC    | 6         | 1         | 1         | 0         | 0         | 1.000     |
| '15計 | KC    | 36        | 3         | 3         | 0         | 0         | 1.000     |
| 2016  | CLE   | 20        | 0         | 5         | 0         | 0         | 1.000     |
| MLB   | MLB   | 385       | 31        | 68        | 2         | 7         | .980      |

### 記録
MiLB
- オールスター・フューチャーズゲーム選出：1回（2007年）

### 背番号
- 62（2007年 - 2013年、2015年途中 - 2016年）
- 44（2014年 - 2015年途中）